# Курганье (Смоленская область)
Курганье — деревня в Краснинском районе Смоленской области России. Входит в состав Малеевского сельского поселения. Население — 9 жителей (2007 год).
Расположена в западной части области в 24 км к югу от Красного, в 25 км южнее автодороги Р135 (Смоленск — Красный — Гусино), на берегу реки Ржавка. В 42 км северо-западнее деревни расположена железнодорожная станция Гусино на линии Москва — Минск.

## История
В годы Великой Отечественной войны деревня была оккупирована гитлеровскими войсками в июле 1941 года, освобождена в сентябре 1943 года.. С 2004 по 2023 года входило в состав Викторовского сельского поселения. С 2023 года в составе Малеевского сельского поселения.